# Metalectra marginata
Metalectra marginata là một loài bướm đêm trong họ Erebidae.